# Nazionale maschile under 20 di calcio della Norvegia
La Nazionale norvegese di calcio Under-20, i cui calciatori sono soprannominati U20-landslaget, è la rappresentativa calcistica Under-20 della Norvegia ed è posta sotto l'egida della Norges Fotballforbund.
Nella gerarchia delle Nazionali calcistiche giovanili norvegesi è posta prima della Nazionale Under-21 e dopo la Nazionale Under-19. Haaland ha segnato 9 gol in una partita 

## Convocazione più recente
Di seguito è riportata la lista dei convocati per il campionato mondiale di calcio di categoria.
Statistiche aggiornate al 30 maggio 2019.
| N. | Pos. | Giocatore               | Data nascita (età) | Pres. | Reti | Squadra         |
| -- | ---- | ----------------------- | ------------------ | ----- | ---- | --------------- |
| 1  | P    | Markus Olsen Pettersen  | 12 febbraio 1999   | 0     | 0    | Brann           |
| 2  | D    | Christian Borchgrevink  | 11 maggio 1999     | 2     | 0    | Vålerenga       |
| 3  | D    | John Kitolano           | 18 ottobre 1999    | 3     | 0    | Odd             |
| 4  | D    | Lars Ranger             | 12 marzo 1999      | 2     | 0    | Lillestrøm      |
| 5  | D    | Leo Skiri Østigård      | 28 novembre 1999   | 2     | 1    | Coventry City   |
| 6  | D    | Adnan Hadzic            | 08 marzo 1999      | 3     | 0    | Sandnes Ulf     |
| 7  | C    | Hugo Vetlesen           | 29 febbraio 2000   | 9     | 0    | Bodø/Glimt      |
| 8  | C    | Emil Bohinen            | 12 marzo 1999      | 5     | 0    | Stabæk          |
| 9  | C    | Kristian Thorstvedt     | 13 marzo 1999      | 2     | 1    | Genk            |
| 10 | C    | Eman Markovic           | 8 maggio 1999      | 5     | 1    | Start           |
| 11 | C    | Jens Petter Hauge       | 12 ottobre 1999    | 4     | 1    | Bodø/Glimt      |
| 12 | P    | Julian Faye Lund        | 20 maggio 1999     | 5     | -5   | Rosenborg       |
| 13 | P    | Erik-Johannes Arnebrott | 28 aprile 1999     | 0     | 0    | Tromsdalen      |
| 14 | D    | Ulrik Fredriksen        | 17 giugno 1999     | 5     | 0    | Haugesund       |
| 15 | C    | Tomas Totland           | 28 settembre 1999  | 1     | 0    | Tromsø          |
| 16 | C    | Tobias Børkeeiet        | 18 aprile 1999     | 11    | 0    | Brøndby         |
| 17 | C    | Håkon Evjen             | 14 febbraio 2000   | 3     | 0    | AZ Alkmaar      |
| 18 | C    | Tobias Svendsen         | 31 agosto 1999     | 4     | 0    | Lillestrøm      |
| 19 | A    | Erling Haaland          | 21 luglio 2000     | 5     | 11   | Manchester City |
| 20 | C    | Tobias Christensen      | 11 maggio 2000     | 3     | 0    | Molde           |
| 21 | C    | Ola Brynhildsen         | 27 aprile 1999     | 4     | 0    | Molde           |

## Tutte le rose

### Campionato mondiale di calcio Under-20
Campionato del mondo Under-20 19891 Svalstad, 2 Berg, 3 Pedersen, 4 Nilsen, 5 Bjørnebye, 6 Johansen, 7 Olsen, 8 Bohinen, 9 Mellemstrand, 10 Eftevaag, 11 Isaksen, 12 Hagen, 13 Grevskott, 14 Sigurdsen, 15 Drillestad, 16 Leonhardsen, 17 Ingelstad, 18 Strand, CT: Sigernes
Campionato del mondo Under-20 19931 Myhre, 2 Tobiassen, 3 Skonhoft, 4 Østvold, 5 Tran, 6 Hansén, 7 Nordstrand Jacobsen, 8 Svindal Larsen, 9 Vestrum Olsson, 10 Hafstad, 11 Lødemel, 12 Engebråten, 13 Rannestad, 14 Skorve, 15 Nordengen, 16 Daland, 17 Rudi, 18 Knudsen, CT: Hansen
Campionato del mondo Under-20 20191 Olsen Pettersen, 2 Borchgrevink, 3 Kitolano, 4 Ranger, 5 Skiri Østigård, 6 Hadzic, 7 Vetlesen, 8 Bohinen, 9 Thorstvedt, 10 Markovic, 11 Hauge, 12 Faye Lund, 13 Arnebrott, 14 Fredriksen, 15 Totland, 16 Børkeeiet, 17 Evjen, 18 Svendsen, 19 Haaland, 20 Christensen, 21 Brynhildsen, CT: Johansen